# Honoo no Violence
Honoo no Violenece é o nono single da carreira solo de Hironobu Kageyama. Foi lançado em 1º de maio de 1986 pela Nippon Columbia e possui duas faixas, a homônima e "Hijou no Soldier."

## Produção
A faixa-título foi usada como encerramento de M.D. Geist, enquanto o lado B foi a abertura. Em 1996, "Honoo no Violence" foi usada na sequência do anime.
A letra de ambas as músicas ficou por conta de Machiko Ryu, que tem uma longa carreira como compositora para músicas de animes. Sua canção mais conhecida no Brasil é a primeira abertura de Os Cavaleiros do Zodíaco, "Pegasus Fantasy".
Já as composições ficaram a cargo de Masayuki Kishi, na época, em início de carreira. Ele viria a compor para inúmeras trilhas sonoras de animes, trabalhando em franquias como Kinnikuman e Ultraman.

## Recepção
O site Mecha Alliance, ao analisar o anime, comentou sobre as canções, dizendo que "ambas são hábeis representações do protagonista. As letras são sobre uma relíquia viva que não deveria existir e que trará a ira acumulada ao longo dos anos."

## Legado
Kageyama inclui ambas as músicas em suas coletâneas comemorativas Hironobu Kageyama 20th Anniversary Eternity e Kage chan Pack ~Kimi to Boku no Daikoushin~.

## Faixas
| Lado A         |                     |                |                |                |         |  |
| N.º            | Título              | Letras         | Música         | Arranjo        | Duração |  |
| 1.             | "Honoo no Violence" | Machiko Ryu    | Masayuki Kishi | Seiichi Kyoda  | 4:07    |  |
| Duração total: | Duração total:      | Duração total: | Duração total: | Duração total: | 4:07    |  |

| Lado B         |                    |                |                |                |         |  |
| N.º            | Título             | Letras         | Música         | Arranjo        | Duração |  |
| 1.             | "Hijou no Soldier" | M. Ryu         | M. Kishi       | S. Kyoda       | 4:25    |  |
| Duração total: | Duração total:     | Duração total: | Duração total: | Duração total: | 4:25    |  |